# Брусник (Зајечар)
Брусник је насељено место града Зајечара у Зајечарском округу.
Лоциран поред (Великог) Тимока, Брусник је једино веће железничко чвориште на прузи Неготин-Зајечар и једно од осам насеља у Неготинској Крајини која имају традиционалне пивнице (такође познате и као пимнице) -- привремена насеља, одвојена од села, у којима се у прошлости проводило по месец и више дана у берби грожђа и производњи вина. Уз нека друга вина Крајине, брусничка су извожена у Француску крајем 19. и почетком 20. века.
Насеље је ближе Неготину (21 km) него општинском средишту Зајечару (37 km), што је упоредиво са ситуацијом у Македонији, где такође постоји село Брусник, у тамошњој општини Неготино.

## Историја
Брусник је старије насеље, јер се на обема аустријских картама (Лангерова и „Темишварски Банат“) насталим током 1718-1739. (време инкорпорације територија данашње Србије у Аустријску Царевину, већим делом у тзв. „Краљевину Србију“, а Источна Србија у Тамишки Банат) забележен као насеље Brusnik. Године 1784. село је забележено у Отоманској Турској под истим именом, а 1807. године у списима о Првом српском устанку помиње се „кнез Станко бруснички“.
Брусник се даље помиње и 1811. године, а 1846. и 1866. године заједно са тадашњим засеоком Кленовцем имао је 151, односно 231, кућу да би 1892. године имао 265 кућа. Такође, на поменутим двема аустријским картама на данашњем потесу Грујнац у сеоском атару забележено је место Gruina односно Gruintz, што показује да је пре аустријске окупације било више насеља у овом крају.
Указом Краља од 2. јануара 1922. године насеље је добило статус варошице, па је, поред Табаковца и Кленовца за које је био матично насеље од 1833. године једно време био општинско место и за Речку, али је овај статус касније био укинут, иако је чак и после Другог светског рата, нпр 1950-1952, био средиште Крајинског среза у којем је било петнaестак села.
Највеће заслуге за оснивање Брусничке здравствене задруге за сâм Брусник и села Кленовац, Табаковац, Тамнич, Речку, Метриш, Велики Јасеновац, Велику Јасикову и Браћевац 25. јануара 1925. године имао је локални учитељ и народни просветитељ Душан Јеремић.

## Водно богатство
У самом насељу и на његовим ободима има више јавних чесама, подигнутих од средине 19. века до пред сам Други светски рат.
Највећа је Митина чесма, коју је крајем XIX века подигао велетрговац Димитрије (Мита) Којић. И она је, као већина—са депопулацијом насеља и уопште региона—у запуштеном стању, јер нема ко да их одржава.

## Храмови и верски живот
Једина религија физички заступљена (има храм) у насељу је православље. Брусничка православна црква грађена је 1897-1900, а осветио ју је 1900. епископ Тимочке епархије из Неготина, Мелентије.
Посвећена је Свим светима, што је неуобичајено за цркву у малом месту; то су обично друга или трећа црква у већем граду, где већ постоји храм посвећен неком одређеном свецу/светици.

## Демографија
У Бруснику има родова чији су преци „дошли са Косова одмах после косовске битке“ и доцније због турског зулума бежали у „Аустрију“ (у то време Аустрија је подразумевала и Мађарску и делове данашње Румуније), Бугарску и Румунију (тј. онај део Румуније који је тада био вазална турска кнежевина).
Данас у насељу Брусник живи 315 пунолетних становника, а просечна старост становништва износи 57,4 година (56,0 код мушкараца и 58,5 код жена). Има 218 домаћинстава, са просечним бројем чланова по домаћинству од 2,09. Према попису из 2002. у Бруснику је живело 456, а 1991. - 589 становника).
Ово насеље је насељено готово искључиво Србима (према попису из 2002. године), а у последња три пописа, приметан је драстичан пад броја становника (као и у многим другим селима Србије, нарочито Источне).
|  |

| Демографија | Демографија | Демографија |
| Година      | Становника  | Становника  |
| ----------- | ----------- | ----------- |
| 1948.       | 1.398       |             |
| 1953.       | 1.432       |             |
| 1961.       | 1.350       |             |
| 1971.       | 1.076       |             |
| 1981.       | 846         |             |
| 1991.       | 589         | 569         |
| 2002.       | 456         | 486         |

| Етнички састав према попису из 2002.‍ | Етнички састав према попису из 2002.‍ | Етнички састав према попису из 2002.‍ | Етнички састав према попису из 2002.‍ | Етнички састав према попису из 2002.‍ |
| ------------------------------------ | ------------------------------------ | ------------------------------------ | ------------------------------------ | ------------------------------------ |
|                                      |                                      |                                      |                                      |                                      |
| Срби                                 | Срби                                 |                                      | 453                                  | 99,34%                               |
| Црногорци                            | Црногорци                            |                                      | 2                                    | 0,43%                                |
| непознато                            | непознато                            |                                      | 1                                    | 0,21%                                |

| Година пописа     | 1948. | 1953. | 1961. | 1971. | 1981. | 1991. | 2002. |
| ----------------- | ----- | ----- | ----- | ----- | ----- | ----- | ----- |
| Број домаћинстава | 330   | 347   | 334   | 311   | 283   | 245   | 218   |

| Број чланова      | 1  | 2  | 3  | 4 | 5  | 6 | 7 | 8 | 9 | 10 и више | Просек |
| ----------------- | -- | -- | -- | - | -- | - | - | - | - | --------- | ------ |
| Број домаћинстава | 83 | 78 | 33 | 9 | 10 | 3 | 2 | 0 | 0 | 0         | 2,09   |

| Пол    | Укупно | Неожењен/Неудата | Ожењен/Удата | Удовац/Удовица | Разведен/Разведена | Непознато |
| ------ | ------ | ---------------- | ------------ | -------------- | ------------------ | --------- |
| Мушки  | 201    | 32               | 129          | 25             | 15                 | 0         |
| Женски | 231    | 16               | 122          | 83             | 9                  | 1         |
| УКУПНО | 432    | 48               | 251          | 108            | 24                 | 1         |

| Пол    | Укупно                    | Пољопривреда, лов и шумарство | Рибарство                            | Вађење руде и камена | Прерађивачка индустрија       |
| ------ | ------------------------- | ----------------------------- | ------------------------------------ | -------------------- | ----------------------------- |
| Мушки  | 84                        | 54                            | 0                                    | 0                    | 10                            |
| Женски | 70                        | 62                            | 0                                    | 0                    | 2                             |
| УКУПНО | 154                       | 116                           | 0                                    | 0                    | 12                            |
| Пол    | Производња и снабдевање   | Грађевинарство                | Трговина                             | Хотели и ресторани   | Саобраћај, складиштење и везе |
| Мушки  | 1                         | 1                             | 2                                    | 0                    | 6                             |
| Женски | 0                         | 0                             | 2                                    | 0                    | 1                             |
| УКУПНО | 1                         | 1                             | 4                                    | 0                    | 7                             |
| Пол    | Финансијско посредовање   | Некретнине                    | Државна управа и одбрана             | Образовање           | Здравствени и социјални рад   |
| Мушки  | 1                         | 0                             | 1                                    | 1                    | 0                             |
| Женски | 0                         | 0                             | 0                                    | 0                    | 1                             |
| УКУПНО | 1                         | 0                             | 1                                    | 1                    | 1                             |
| Пол    | Остале услужне активности | Приватна домаћинства          | Екстериторијалне организације и тела | Непознато            | Непознато                     |
| Мушки  | 1                         | 0                             | 0                                    | 6                    | 6                             |
| Женски | 0                         | 0                             | 0                                    | 2                    | 2                             |
| УКУПНО | 1                         | 0                             | 0                                    | 8                    | 8                             |

## Познатије личности
- Павле Илић - „Вељко Крајинац“, официр Краљевске војске Југославије, учесник НОБ и генерал-пуковник ЈНА
- Милан Којић - проналазач
- Слободан Мисић - српско-канадски рукометни тренер
- Божидар Мишић - фудбалски тренер и промотер спорта
- Вера Радосављевић Нада - народни херој Југославије